# K. K. Nishad
Katherine Kelsey Nishad (Kozhikode, Kerala; 26 de abril de 1978) es un cantante de playback indio. Comenzó su carrera como cantante de playback para una película malayalam titulada "Nakshathrakkannulla Rajakumaran Avanundoru Rajakumari" en el 2001. Su carrera musical surgió cuando participó en un concurso de canto organizado por «All India Radio».

## Biografía
Nishad es hijo de T N Krishnankutty y Saradha M V, el nació en Calicut el 26 de abril de 1978. Su padre es un ingeniero retirado, que trabajó también con personas discapacitadas y su madre como ama de casa. Su padre y madre eran cantantes, interpretaban sus canciones solo en obras de teatro y otros espectáculos. Tiene una llamada hermana Athira K K rishnan, también una conocida cantante y semifinalista de un programa de telerrealidad de «Star Singer» en «Asianet».
Nishad empezó a cantar a su corta edad, presentándose en festivales organizada su época escolar y después universitarios, organizadas cada año en Kerala. Actualmente está casado con Sarija y tienen un hijo llamado Adithya.

## Carrera
Comenzó a trabajar como profesor de matemáticas en una escuela secundaria llamada "Nenmanda" en Calicut en el 2001. Más adelante trabajo en la universidad de St.Josephs Devagiri, como catedrático en el 2002. En el 2003 dejó su trabajo de docencia para dedicarse a la música.
Nishad debutó como cantante de playback en el 2002, se hizo conocer con su primer tema musical titulado "Manassukal Thammil", que fue interpretado para película  malayalam titulado "Rajasenan Nakshathrakkannulla Rajakumaran Avanundoru Rajakumari", bajo la dirección musical de Benny Kannan. Después interpretó otro tema musical para otra película titulada 'Swapnam Kondu Thulabharam'. It was followed by 'Swapnam Kondu Thulabharam'.

## Premios
- 2001 - Kairali Swaralaya Yesudas Award
- 2007 - Bhadea Mini Screen Award
- 2008 - GMMA Award
- 2009 - Vayalar Award
- 2013 - NP Abu Memorial Award

### Malayalam
| Año  | Canción                                | Película                                              | Letras                         | Música             | Co-intérpretes         |
| ---- | -------------------------------------- | ----------------------------------------------------- | ------------------------------ | ------------------ | ---------------------- |
| 2015 | Govinda ...                            | Chakravyooham                                         | Rafi Mathira                   | S Thaman           | Ajay Warrier           |
| 2013 | Ottaykku Paadunna [M] ...              | Nadan                                                 | Madhu Vasudevan                | Ouseppachan        |                        |
| 2012 | Aadaadum ...                           | Kunjaliyan                                            | BR Prasad                      | MG Sreekumar       | Akhila Anand, Sreenath |
| 2011 | Naattuvazhiyorathe ...                 | Gaddaama                                              | Rafeeq Ahamed                  | Bennett, Veetrag   |                        |
| 2011 | Kaanakombil ...                        | Violin                                                | Rafeeq Ahamed                  | Bijibal            | Elizabeth Raju         |
| 2011 | Anuraaga Then ...                      | Vaadaamalli                                           | Vayalar Sarathchandra Varma    | Shyam Balakrishnan | Surmukhi               |
| 2011 | Neeyo puzhapoleyen ...                 | Vaadaamalli                                           | Vayalar Sarathchandra Varma    | Shyam Balakrishnan | Neetha Subhir          |
| 2010 | Oh Vaname ...                          | Pulliman                                              | Kaithapram                     | Sharreth           |                        |
| 2010 | Pranayanilaavinte ...                  | Oru Naal Varum                                        | Murukan Kattakkada             | MG Sreekumar       | Preethi Warrier        |
| 2010 | Evideyaanu Nee ...                     | Varan                                                 | Siju Thuravoor                 | Mani Sharma        |                        |
| 2009 | Karmanye ...                           | Passenger                                             |                                | Bijibal            |                        |
| 2009 | Entethaakumpol ...                     | Ayyo Paavam                                           | Siju Thuravoor                 | GV Prakash Kumar   |                        |
| 2009 | Priyathame ...                         | Ayyo Paavam                                           | Siju Thuravoor                 | GV Prakash Kumar   |                        |
| 2009 | Oru Chembakappon ...                   | Simhakutty (Gangothri 2003)                           | Siju Thuravoor                 | M. M. Keeravani    |                        |
| 2008 | Aalolam Kanmani [M] …                  | Raathrimazha                                          | Kaithapram                     | Ramesh Narayan     |                        |
| 2008 | Paalapoovithalil ...                   | Thirakkadha                                           | Rafeeq Ahamed                  | Sharreth           |                        |
| 2006 | Mayangippoyi [M] ...                   | Nottam                                                | Kaithapram                     | M. Jayachandran    |                        |
| 2005 | Manchaadikkompilinnoru Maina Paadi ... | Lokanaathan IAS                                       | Kaithapram                     | M. Jayachandran    |                        |
| 2005 | Salaam Salaam ...                      | Sarkar Dada                                           | Gireesh Puthenchery, BR Prasad | M. Jayachandran    | Afsal, Ganga           |
| 2005 | Kallu pattu ...                        | Sarkar Dada                                           | Gireesh Puthenchery, BR Prasad | M. Jayachandran    | Alex Kayyalaykkal      |
| 2005 | Omane ...                              | Boy Friend                                            | RK Damodaran                   | M. Jayachandran    | Sujatha Mohan          |
| 2004 | Kandu Kandu [M] ...                    | Mampazhakkalam                                        | Gireesh Puthenchery            | M. Jayachandran    |                        |
| 2004 | Pachakkilipadu ...                     | Kanninum Kannaadikkum                                 | S. Ramesan Nair                | M. Jayachandran    |                        |
| 2003 | Pookkulayenthi ...                     | Varum Varunnu Vannu                                   | Yusufali Kechery               | Ouseppachan        |                        |
| 2003 | Ormakale ...                           | Swapnam Kondu Thulabharam                             | S. Ramesan Nair                | Ouseppachan        |                        |
| 2001 | Kalarikkum ...                         | Nakshathrakkannulla Rajakumaran Avanundoru Rajakumari | S. Ramesan Nair                | Benny Kannan       |                        |
| 2001 | Manassukal Thammil [Puthooram] ...     | Nakshathrakkannulla Rajakumaran Avanundoru Rajakumari | S. Ramesan Nair                | Benny Kannan       | [ 7 ]                  |